# A concert for the people (Berlin)

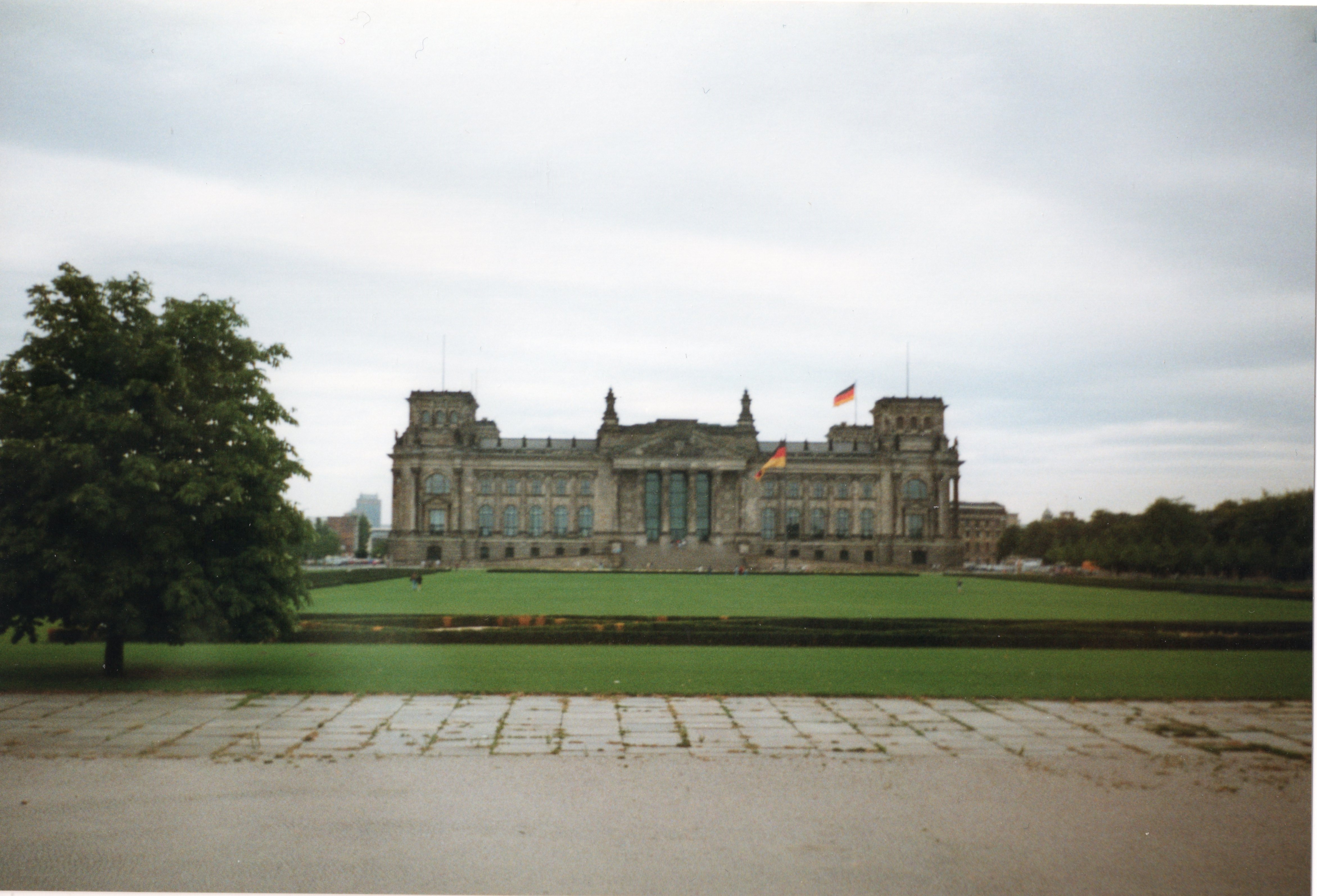
Rijksdaggebouw in 1992 (zonder koepel)

A concert for the people (Berlin) is een officieel livealbum van Barclay James Harvest (BJH). Voorgangers waren Barclay James Harvest Live en Live tapes.

## Inleiding
BJH was rondom 1980 ontzettend populair in (West) Duitsland. Albums kwamen steevast in de top 10 van albums terecht. Dit kwam mede doordat de band hele concertreeksen hield in dat land. Bij het toeren in het gevolg van studioalbum Turn of the tide kon geen geschikte locatie in of nabij Berlijn gevonden worden. Tegelijkertijd was het plaatselijk bestuur van Berlijn op zoek naar een muziekgroep die hun zomercultuur luister kon bijzetten. Deze twee zaken kwamen bij elkaar voor een concert van BJH op 30 augustus 1980 voor de trappen van het Rijksdaggebouw, Platz der Republik in Berlijn. Het concert zou uiteindelijk 160.000 Britse pond kosten, waarvan de band (toen vermogend) 50.000 pond zelf bijlegde. De kosten (ook die van de band) zouden grotendeels terugverdiend (kunnen) worden bij een uitgave op video van het concert.
Achteraf werd geschat dat tussen de 175.000 en 250.000 bezoekers (een deel van) het concert bijwoonden. Daarbij moest nog opgeteld worden de mensen in Oost-Berlijn, die het concert qua geluid wel bij konden wonen, maar niet qua zicht; de Berlijnse Muur stond in de weg. Het zou het concert van BJH worden met de meeste toeschouwers. 
Het zat echter niet mee. De gitaar van John Lees raakte vooraf beschadigd en de technici raakten verstrikt in de enorme hoeveelheid bedrading die voor de opnamen noodzakelijk waren. BJH zou twee uur en een kwartier spelen, waarbij ruimte gemaakt werd voor een speciaal nummer voor Berlijn: In memory of the martyrs; een nummer ter nagedachtenis van de omgekomen mensen die omgekomen waren tijdens hun vlucht van Oost naar West.  
BJH droeg zowel oud als nieuw werk voor. Achteraf bleken de opnamen grotendeels mislukt door de ontstemde gitaar, maar ook door een constant aanwezige zoem. Een directe overzetting van tapes naar medium was niet mogelijk. Overleg tussen de band, Polydor en het management leverde op dat BJH in de Strawberry Studios van 10cc zoveel mogelijk origineel materiaal zou aanvullen met ingespeelde stukken.

## Uitgaves
In januari 1982 werd dan voor de Duitse markt een elpee uitgegeven, daar waar oorspronkelijk een dubbelelpee gepland was. Elf nummers konden voor die uitgave zodanig hersteld worden dat de release verantwoord was. Berlin – A concert for the people werd in een oplage van 250.000 stuks in de markt gezet; net voldoende om een status goud te veroveren. Engeland moest tot de zomer van 1982 wachten; daar werd geopteerd voor slechts negen tracks (exclusief Love on the line en Rock’n’roll lady). Eigenaardig genoeg werd de titel gewijzigd in A concert for the people (Berlin). Engeland ondersteunde de release met een uitzending op de BBC. In 1983 volgde de wereldwijde uitgave op compact disc met negen tracks (Polydor 800026) onder de Britse titel.
Het album werd diverse keren opnieuw uitgegeven, waarbij in 2010 door retrolabel Esoteric Recordings gekozen werd voor de Britse titel, maar de oorspronkelijke elf liedjes. Er werd nog getracht een uitgebreidere versie uit te geven (voortschrijdende techniek maakte dat mogelijk), maar de onderlinge verhoudingen (ruzie tussen Lees en Holroyd) en overlijden (Pritchard) staken daar een stok voor.

## Musici
- John Lees – zang, gitaren, basgitaar toetsinstrumenten met nadruk op gitaar
- Les Holroyd – idem met nadruk op basgitaar
- Mel Pritchard – drumstel, percussie

Met
- Kevin McAlea – toetsinstrumenten
- Colin Browne – toetsinstrumenten, gitaar

## Muziek
| Nr. | Titel                           | Duur |
| --- | ------------------------------- | ---- |
| 1.  | Love on the line (Holroyd)      | 6:37 |
| 2.  | Mocking bird (Lees)             | 7:25 |
| 3.  | Rock 'n' roll star (Holroyd)    | 4:39 |
| 4.  | Nova lepidoptera (Lees)         | 6:19 |
| 5.  | Sip of wine (Holroyd)           | 4:45 |
| 6.  | In memory of the martyrs (Lees) | 7:43 |
| 7.  | Life is for living (Holroyd)    | 4:07 |
| 8.  | Child of the universe (Lees)    | 5:59 |
| 9.  | Berlin (Holroyd)                | 5:35 |
| 10. | Loving is easy (Lees)           | 4:42 |
| 11. | Hymn (Lees)                     | 5:28 |

## Nasleep
De eerste Duitse versie was volgens overlevering al uitverkocht voordat het uitgebracht zou worden. Het album stond in Duitsland 35 weken genoteerd met een nummer-1 notering. Ook in Oostenrijk verkocht het goed. Nederland en België keken er nauwelijks naar om. In Engeland stond het elf weken genoteerd met een hoogste positie plaats 15.